# Roy Chung
Roy Chung (né Chung Ryeu Sup ) est généralement considéré comme le cinquième des six soldats de l'armée américaine à avoir fait défection en Corée du Nord après la guerre de Corée .

## Vie et disparition
Chung et sa famille étaient des immigrants sud-coréens arrivés aux États-Unis en 1973. Selon son père, Chung Soo-oh, il avait rejoint l'armée pour obtenir des avantages éducatifs. Il a disparu et a été signalé déserteur le 5 juin 1979 alors qu'il servait dans son unité près de Bayreuth, en Allemagne de l'Ouest à environ 48 kilomètres des frontières de la Tchécoslovaquie et de l'Allemagne de l'Est. Après 30 jours il a été déclaré déserteur. Il avait 22 ans et était un soldat de première classe. 
Deux mois après sa disparition d'Europe, le service nord-coréen de radiodiffusion internationale, Radio Pyongyang (maintenant Voix de la Corée ) a annoncé sa défection, déclarant qu'il "ne pouvait plus supporter la vie disgracieuse d'insultes et de mauvais traitements envers la nation [Corée du Nord] qu'il devait mener dans l'armée de l'agresseur impérialiste américain." 
Les cinq autres hommes qui ont disparu en Corée du Nord l'ont fait en traversant directement la zone démilitarisée coréenne . 
En 2004, le cinéaste Nicholas Bonner (co-créateur du documentaire Crossing the Line ) a rapporté qu'il avait entendu dire que Chung était mort de causes naturelles. 

### Allégations d'enlèvement
La famille de Chung et les groupes coréano-américains croyaient fermement qu'il avait été enlevé et n'était pas un transfuge, comme on le croit généralement. Ils ont comparé sa disparition à plusieurs autres enlèvements par des agents nord-coréens, notamment l'enlèvement de l'actrice Choi Eun-hee. 
Les responsables du département d'État américain et du Pentagone ont déclaré à l'époque qu'ils n'avaient aucune raison de douter des déclarations de défection vers la Corée du Nord. Aucune enquête approfondie sur la question n'a été entreprise car Chung n'avait pas eu accès à des informations classifiées et n'était pas une menace pour la sécurité nationale.

## Voir également
- Liste des transfuges américains et britanniques de la guerre de Corée : les 21 Américains et 1 Britannique qui ont refusé le rapatriement lors de l'opération Big Switch en 1953 (pour rester en Chine)
- Larry Allen Abshier (1943-1983) d'Urbana, Illinois, déserté en mai 1962 à 19 ans
- James Joseph Dresnok (1941-2016) de Richmond, Virginie, a déserté en août 1962 à 21 ans
- Jerry Wayne Parrish (1944–1998) de Morganfield, Kentucky, déserté en décembre 1963 à 19 ans
- Charles Robert Jenkins (1940-2017) de Rich Square, Caroline du Nord, déserté en janvier 1965 à 24 ans
- Joseph T. White (1961-1985) de St Louis, Missouri, déserté en août 1982 à 20 ans

## Remarques
1. 1 2 3  "South Korean, Who Joined U.S. Army, Reportedly Defected to North Korea", The Washington Post. September 13, 1979. Joe Ritchie and Jaehoon Ahn. A28.